# John William Mauchly
John William Mauchly (* 30. August 1907 in Cincinnati, Ohio; † 8. Januar 1980 in Ambler, Pennsylvania) war ein amerikanischer Physiker und Computer-Ingenieur. Gemeinsam mit John Presper Eckert entwickelte er 1946 den ENIAC, einen elektronischen Vakuumröhrencomputer, wobei er sich auf das konzeptuelle Design konzentrierte und Eckert die Hardwareentwicklung übernahm. Des Weiteren war er am Entwurf des UNIVAC I beteiligt.

## Lebenslauf
John W. Mauchly ging in Washington, D.C. zur Schule. Sein Vater war Physiker am Department of Terrestrial Magnetism des Carnegie Instituts. Da Mauchly 1925 ein Stipendium erhielt, war es ihm möglich, an der Johns-Hopkins-Universität zu studieren. Er begann Maschinenbau zu studieren, doch seine Interessen wandelten sich, und er wandte sich der Physik zu. 1932 promovierte er im Fach Physik. Danach beschäftigte er sich mit der Analyse des Wetters und machte sich bald auf die Suche nach Verfahren, die es ermöglichen, große Datenmengen möglichst schnell zu verarbeiten. Nachdem er ab 1940 am Ursinus College unterrichtete, begann er, sich intensiver mit elektronischen Schaltkreisen und ihren Möglichkeiten zu beschäftigen. Er besuchte Kurse an der Moore School of Electrical Engineering und wurde dort bald selbst zum Unterrichtenden. Er entwickelte schnell eigene Ideen, wie man Computer effizienter machen könnte, bis er dann 1946 gemeinsam mit John P. Eckert den ENIAC fertigstellte.
Nachdem der ENIAC einsatzbereit war, verließen Mauchly und Eckert die Moore School, um die Eckert-Mauchly Computer Corporation zu gründen. In der McCarthy-Ära war ihm zwei Jahre das Betreten des Betriebsgeländes verboten. In dieser Zeit arbeitete er von daheim aus. Aufträge für US-Army und US-Navy gingen verloren und die Firma verlor ihre Sicherheitsklassifizierung.
Da Mauchly beim Entwurf des ENIACs viele Konzepte von John Atanasoff – ohne ihm Tribut zu zollen – übernahm, kam es zu einem Patentrechtsstreit zwischen Mauchly und Atanasoff. 1973 ging dieser zugunsten von Atanasoff aus.

## Auszeichnungen
1949 erhielt Mauchly die Potts Medal des Franklin Institute in der Kategorie Computer and Cognitive Science. Gemeinsam mit Eckert erhielt er 1966 die Harry Goode Medal der American Federation of Information Processing Societies und postum 1980 den IEEE Computer Society Pioneer Award. Er war seit 1967 Mitglied der National Academy of Engineering.
Der Eckert-Mauchly Award für Computerarchitektur der ACM und IEEE Computer Society ist nach ihm und Eckert benannt.